# 자조론
자조론(自助論, self-help 혹은 self-reliance)은 보통 심리학에 기반을 둔 개인성장 운동 (personal development movements)을 일컫는 말이다. 흔히, 처세술 혹은 처세학, 자기계발이나 잠재력 개발이라고도 하며, 일반적으로 목표 설정(goal setting), 시간관리(time management), 리더십(leadership:지도력), 동기부여(motivation) 등을 포함한다.

## 개요
자조(Self-help)는 새마을 운동의 정신 중에 두 번째에 해당하는 것으로, 스스로 돕는다라는 의미이다.
'하늘은 스스로 돕는자를 돕는다'는 의미보다는 자신 스스로가 삶을 개척해 나가는 개척자의 정신도 내포하고 있다.

## 의미
1. 자기 자신을 아는 것으로부터 시작한다. 자신의 처지와 상황을 먼저 아는 것이 문제파악의 첫번 째 단계이다.  이것은 소크라테스의 '네 자신을 알라'를 함축적으로 표현하고 있다. 자신에 대한 정확한 분석이 문제해결의 중요한 열쇠인 것이다.
2. 자기 위치를 지키는 것이다.  국가 안보의 기본은 스스로 자신을 지키는 정신에서 비롯된다.  자주국방의 기초로써 자조정신은 안보의 밑거름이 된다.
3. 자기가 해야 할일을 하는 것이다.  자조는 의지와 관련이 있다. 내가 해야 할일은 남에게 미루지 않고 내 스스로 해야 하는 당연함의 근거를 제시한다. 즉, 독자적인 힘으로 일을 헤쳐 나가는 의지의 발현이다.

## 같이 보기
- 새뮤얼 스마일스
- 나카무라 마사나오